# Espigão Alto do Iguaçu
Espigão Alto do Iguaçu es un municipio brasileño del estado del Paraná. Su población estimada en 2004 era de 5.078 habitantes.